# Delegati dall'Arkansas al Congresso degli Stati Uniti d'America

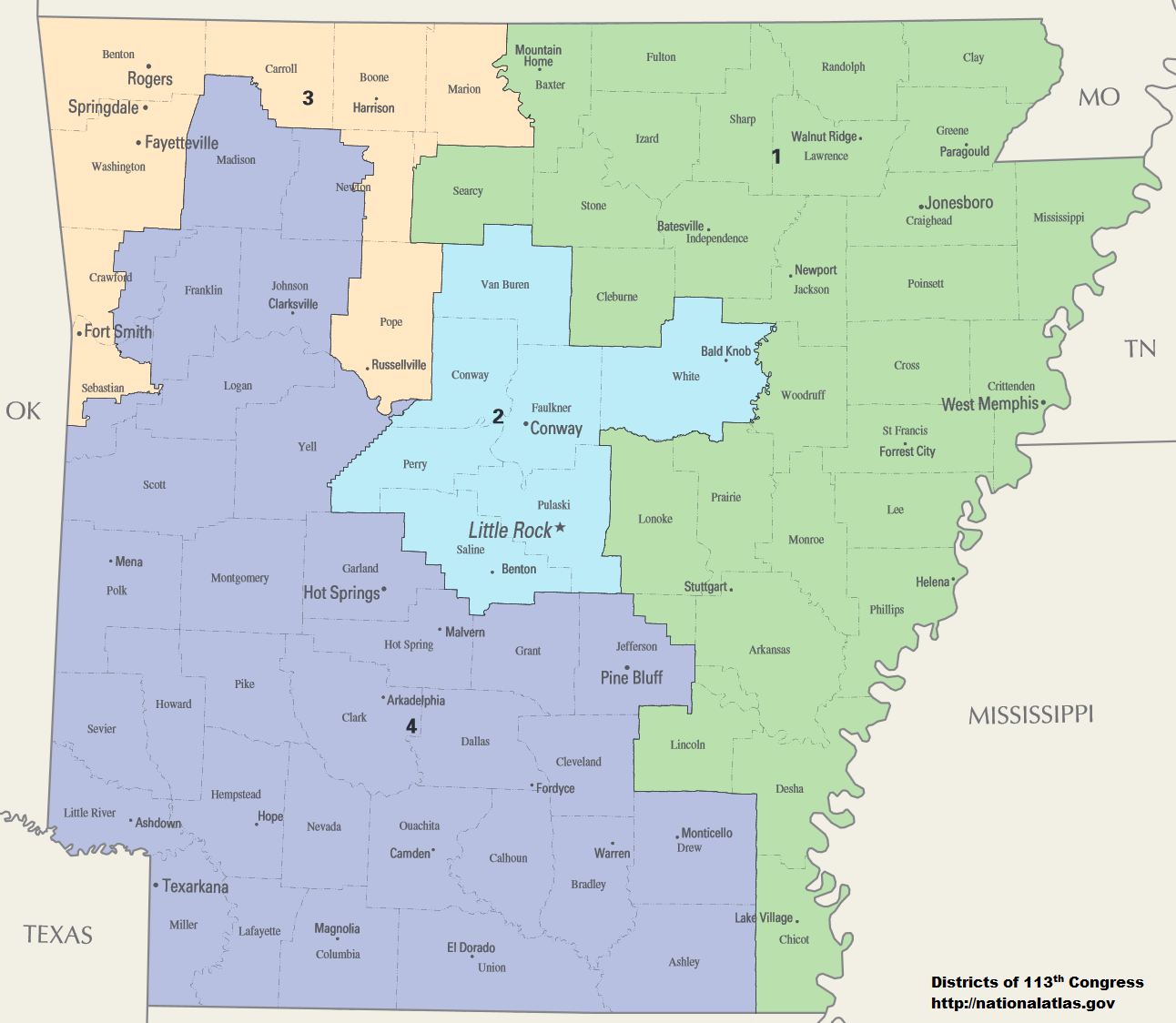
Mappa dei territori dei 4 distretti dell'Arkansas attivi dal 2013

Sin dall'ammissione all'Unione come stato, avvenuta nel 1836, l'Arkansas è rappresentato al Congresso degli Stati Uniti da una delegazione al Senato e alla Camera dei rappresentanti. Ogni stato elegge due senatori con mandati di sei anni, a prescindere dalla popolazione dello stato; quelli dell'Arkansas appartengono alle classi 2 e 3. Elegge inoltre ogni due anni un numero di rappresentanti alla Camera in numero proporzionale alla popolazione; attualmente lo stato è rappresentato alla Camera da 4 delegati, eletti con il sistema first-past-the-post in distretti uninominali. Nel corso della sua esistenza come stato, l'Arkansas ha visto la rappresentanza alla Camera variare da un minimo di 1 ad un massimo di 7 deputati; l'attuale numero di 4 delegati è in vigore fin dal 1963, variato per effetto del censimento del 1960 e confermato fino all'ultimo censimento del 2020.

## Camera dei rappresentanti

### Delegati attuali
La delegazione alla camera dei rappresentanti ha un totale di 4 membri, attualmente tutti repubblicani.
| Distretto | Rappresentante  | Partito      | CPVI (2025) | Mandato        | Mappa del distretto |
| --------- | --------------- | ------------ | ----------- | -------------- | ------------------- |
| 1°        | Rick Crawford   | Repubblicano | R+23        | 3 gennaio 2011 |                     |
| 2°        | French Hill     | Repubblicano | R+8         | 3 gennaio 2015 |                     |
| 3°        | Steve Womack    | Repubblicano | R+13        | 3 gennaio 2011 |                     |
| 4°        | Bruce Westerman | Repubblicano | R+20        | 3 gennaio 2015 |                     |

## Senato degli Stati Uniti d'America
| Senatore                   | Congresso             | Senatore                 |
| Classe 2                   | Congresso             | Classe 3                 |
| -------------------------- | --------------------- | ------------------------ |
| William S. Fulton (D)      | 24 (1836-1837)        | Ambrose H. Sevier (J)    |
| William S. Fulton (D)      | 25 (1837-1839)        | Ambrose H. Sevier (D)    |
| William S. Fulton (D)      | 26 (1839-1841)        | Ambrose H. Sevier (D)    |
| William S. Fulton (D)      | 27 (1841-1843)        | Ambrose H. Sevier (D)    |
| William S. Fulton (D)      | 28 (1843-1845)        | Ambrose H. Sevier (D)    |
| Chester Ashley (D)         |                       | Ambrose H. Sevier (D)    |
| 29 (1845-1847)             |                       | Ambrose H. Sevier (D)    |
| 30 (1847-1849)             |                       | Ambrose H. Sevier (D)    |
| William K. Sebastian (D)   | Solon Borland (D)     |                          |
| William K. Sebastian (D)   | Solon Borland (D)     | 31 (1849-1851)           |
| William K. Sebastian (D)   | Solon Borland (D)     | 32 (1851-1853)           |
| William K. Sebastian (D)   | Solon Borland (D)     | 33 (1853-1855)           |
| William K. Sebastian (D)   | Robert W. Johnson (D) |                          |
| William K. Sebastian (D)   | 34 (1855-1857)        |                          |
| William K. Sebastian (D)   | 35 (1857-1859)        |                          |
| William K. Sebastian (D)   | 36 (1859-1861)        |                          |
| William K. Sebastian (D)   | 37 (1861-1863)        | Charles B. Mitchel (D)   |
| Vacante                    | 37 (1861-1863)        | Charles B. Mitchel (D)   |
| Vacante                    | 38 (1863-1865)        | Vacante                  |
| Vacante                    | 39 (1865-1867)        | Vacante                  |
| Vacante                    | 40 (1867-1869)        | Vacante                  |
| Alexander McDonald (R) (R) | Benjamin F. Rice (R)  |                          |
| Alexander McDonald (R) (R) | Benjamin F. Rice (R)  | 41 (1869-1871)           |
| Powell Clayton (R)         | Benjamin F. Rice (R)  | 42 (1871-1873)           |
| Powell Clayton (R)         | 43 (1873-1875)        | Stephen W. Dorsey (R)    |
| Powell Clayton (R)         | 44 (1875-1877)        | Stephen W. Dorsey (R)    |
| Augustus Garland (R)       | 45 (1877-1879)        | Stephen W. Dorsey (R)    |
| Augustus Garland (R)       | 46 (1879-1881)        | James D. Walker (D)      |
| Augustus Garland (R)       | 47 (1881-1883)        | James D. Walker (D)      |
| Augustus Garland (R)       | 48 (1883-1885)        | James D. Walker (D)      |
| Augustus Garland (R)       | 49 (1885-1887)        | James K. Jones (D)       |
| James H. Berry (D)         | 49 (1885-1887)        | James K. Jones (D)       |
| 50 (1887-1889)             |                       | James K. Jones (D)       |
| 51 (1889-1891)             |                       | James K. Jones (D)       |
| 52 (1891-1893)             |                       | James K. Jones (D)       |
| 53 (1893-1895)             |                       | James K. Jones (D)       |
| 54 (1895-1897)             |                       | James K. Jones (D)       |
| 55 (1897-1899)             |                       | James K. Jones (D)       |
| 56 (1899-1901)             |                       | James K. Jones (D)       |
| 57 (1901-1903)             |                       | James K. Jones (D)       |
| 58 (1903-1905)             | James P. Clarke (D)   |                          |
| 59 (1905-1907)             | James P. Clarke (D)   |                          |
| Jeff Davis (D)             | James P. Clarke (D)   | 60 (1907-1909)           |
| Jeff Davis (D)             | James P. Clarke (D)   | 61 (1909-1911)           |
| Jeff Davis (D)             | James P. Clarke (D)   | 62 (1911-1913)           |
| John N. Heiskell (D)       | James P. Clarke (D)   |                          |
| William M. Kavanaugh (D)   | James P. Clarke (D)   |                          |
| Joseph T. Robinson (D)     | James P. Clarke (D)   | 63 (1913-1915)           |
| Joseph T. Robinson (D)     | James P. Clarke (D)   | 64 (1915-1917)           |
| Joseph T. Robinson (D)     | 65 (1917-1919)        | William F. Kirby (D)     |
| Joseph T. Robinson (D)     | 66 (1919-1921)        | William F. Kirby (D)     |
| Joseph T. Robinson (D)     | 67 (1921-1923)        | Thaddeus H. Caraway (D)  |
| Joseph T. Robinson (D)     | 68 (1923-1925)        | Thaddeus H. Caraway (D)  |
| Joseph T. Robinson (D)     | 69 (1925-1927)        | Thaddeus H. Caraway (D)  |
| Joseph T. Robinson (D)     | 70 (1927-1929)        | Thaddeus H. Caraway (D)  |
| Joseph T. Robinson (D)     | 71 (1929-1931)        | Thaddeus H. Caraway (D)  |
| Joseph T. Robinson (D)     | 72 (1931-1933)        | Thaddeus H. Caraway (D)  |
| Joseph T. Robinson (D)     | Hattie W. Caraway (D) |                          |
| Joseph T. Robinson (D)     | 73 (1933-1935)        |                          |
| Joseph T. Robinson (D)     | 74 (1935-1937)        |                          |
| Joseph T. Robinson (D)     | 75 (1937-1939)        |                          |
| John E. Miller (D)         |                       |                          |
| 76 (1939-1941)             |                       |                          |
| 77 (1941-1943)             |                       |                          |
| George L. Spencer (D)      |                       |                          |
| John L. McClellan (D)      | 78 (1943-1945)        |                          |
| John L. McClellan (D)      | 79 (1945-1947)        | J. William Fulbright (D) |
| John L. McClellan (D)      | 80 (1947-1949)        | J. William Fulbright (D) |
| John L. McClellan (D)      | 81 (1949-1951)        | J. William Fulbright (D) |
| John L. McClellan (D)      | 82 (1951-1953)        | J. William Fulbright (D) |
| John L. McClellan (D)      | 83 (1953-1955)        | J. William Fulbright (D) |
| John L. McClellan (D)      | 84 (1955-1957)        | J. William Fulbright (D) |
| John L. McClellan (D)      | 85 (1957-1959)        | J. William Fulbright (D) |
| John L. McClellan (D)      | 86 (1959-1961)        | J. William Fulbright (D) |
| John L. McClellan (D)      | 87 (1961-1963)        | J. William Fulbright (D) |
| John L. McClellan (D)      | 88 (1963-1965)        | J. William Fulbright (D) |
| John L. McClellan (D)      | 89 (1965-1967)        | J. William Fulbright (D) |
| John L. McClellan (D)      | 90 (1967-1969)        | J. William Fulbright (D) |
| John L. McClellan (D)      | 91 (1969-1971)        | J. William Fulbright (D) |
| John L. McClellan (D)      | 92 (1971-1973)        | J. William Fulbright (D) |
| John L. McClellan (D)      | 93 (1973-1975)        | J. William Fulbright (D) |
| John L. McClellan (D)      | 94 (1975-1977)        | Dale Bumpers (D)         |
| John L. McClellan (D)      | 95 (1977-1979)        | Dale Bumpers (D)         |
| Kaneaster Hodges, Jr. (D)  | 95 (1977-1979)        | Dale Bumpers (D)         |
| David H. Pryor (D)         | 96 (1979-1981)        | Dale Bumpers (D)         |
| David H. Pryor (D)         | 97 (1981-1983)        | Dale Bumpers (D)         |
| David H. Pryor (D)         | 98 (1983-1985)        | Dale Bumpers (D)         |
| David H. Pryor (D)         | 99 (1985-1987)        | Dale Bumpers (D)         |
| David H. Pryor (D)         | 100 (1987-1989)       | Dale Bumpers (D)         |
| David H. Pryor (D)         | 101 (1989-1991)       | Dale Bumpers (D)         |
| David H. Pryor (D)         | 102 (1991-1993)       | Dale Bumpers (D)         |
| David H. Pryor (D)         | 103 (1993-1995)       | Dale Bumpers (D)         |
| David H. Pryor (D)         | 104 (1995-1997)       | Dale Bumpers (D)         |
| Tim Hutchinson (R)         | 105 (1997-1999)       | Dale Bumpers (D)         |
| Tim Hutchinson (R)         | 106 (1999-2001)       | Blanche Lincoln (D)      |
| Tim Hutchinson (R)         | 107 (2001-2003)       | Blanche Lincoln (D)      |
| Mark Pryor (D)             | 108 (2003-2005)       | Blanche Lincoln (D)      |
| Mark Pryor (D)             | 109 (2005-2007)       | Blanche Lincoln (D)      |
| Mark Pryor (D)             | 110 (2007-2009)       | Blanche Lincoln (D)      |
| Mark Pryor (D)             | 111 (2009-2011)       | Blanche Lincoln (D)      |
| Mark Pryor (D)             | 112 (2011-2013)       | John Boozman (R)         |
| Mark Pryor (D)             | 113 (2013-2015)       | John Boozman (R)         |
| Tom Cotton (R)             | 114 (2015-2017)       | John Boozman (R)         |
| Tom Cotton (R)             | 115 (2017-2019)       | John Boozman (R)         |
| Tom Cotton (R)             | 116 (2019-2021)       | John Boozman (R)         |
| Tom Cotton (R)             | 117 (2021-2023)       | John Boozman (R)         |
| Tom Cotton (R)             | 118 (2023-2025)       | John Boozman (R)         |
| Tom Cotton (R)             | 119 (2025-2027)       | John Boozman (R)         |